# Gibbaeum blackburniae
Gibbaeum blackburniae är en isörtsväxtart som beskrevs av L. Bol. Gibbaeum blackburniae ingår i släktet Gibbaeum och familjen isörtsväxter. Inga underarter finns listade i Catalogue of Life.